# هنري دون
هنري دون (بالإنجليزية: Henry Doane)‏ هو رسام أمريكي، ولد في 1905، وتوفي في 1999.